# Christina Tzatzaraki
Christina Tzatzaraki (griechisch Χριστίνα Τζατζαράκη, * 18. Mai 1994 auf Kreta, Griechenland) ist eine griechisch-deutsche Schauspielerin.

## Leben
Christina Tzatzaraki wuchs auf Kreta auf. Dort besuchte sie das erste griechische Kunstgymnasium und absolvierte im Bereich Tänzerin. Mit ihrer ersten Rolle als Ariadne in Ariadne auf Naxos gewann sie beim nationalen Theaterwettbewerb den ersten Preis. Mit 15 Jahren erhielt sie ein Stipendium bei der Dance School in Schottland. Nach ihrem Abitur ging sie nach Berlin und studierte an der Filmschauspielschule Berlin. Im Verband deutschsprachiger privater Schauspielschulen e. V. wurde sie 2016 von einer unabhängigen Jury unter die zehn besten Absolventinnen und Absolventen gewählt. Ihr erstes Engagement führte sie in die hessische Landeshauptstadt Wiesbaden, wo sie seit der Spielzeit 2017/2018 festes Ensemblemitglied am Hessischen Staatstheater Wiesbaden ist. Dort  spielte sie u. a. in Ungeduld des Herzens, Mutter Courage und ihre Kinder und in Tschechows Die Möwe.

## Karriere

### Filmografie (Auswahl)
- Schneewittchen und andere traurige Geschichten (Kurzfilm)
- Sprachkurs
- Vierfarbendruck (Kurzfilm)
- Hexen (Kurzfilm)
- Der Brief (Kurzfilm)
- In aller Freundschaft
- Musikvideo – Weichen gestellt
- Beyond Hamlet (Kurzfilm)
- Spätkauf (Kurzfilm)
- 1.8.8 (Kurzfilm)
- Verflucht für die Ewigkeit (Kurzfilm)
- Bacardi Cola (Kurzfilm)
- Fabinne&Butch (Kurzfilm)
- Swimming against the Time (Kurzfilm)
- Zwiebelsuppe (Kurzfilm)

### Theater (Auswahl)
- Vögel, Hessisches Staatstheater Wiesbaden
- Der Idiot, Hessisches Staatstheater Wiesbaden
- Der fröhliche Weinberg, Hessisches Staatstheater Wiesbaden
- Schade dass sie eine Hure war, Hessisches Staatstheater Wiesbaden
- Der Floh im Ohr, Hessisches Staatstheater Wiesbaden
- Die Möwe, Hessisches Staatstheater Wiesbaden
- Römische Trilogie, Hessisches Staatstheater Wiesbaden
- Der Snob, Hessisches Staatstheater Wiesbaden
- Ee begab sich aber zu der Zeit, Hessisches Staatstheater Wiesbaden
- Faust 1, Hessisches Staatstheater Wiesbaden
- Mutter Courage und ihre Kinder, Hessisches Staatstheater Wiesbaden
- Thorleifur Örn Arnarsson
- Ungeduld des Herzens, Hessisches Staatstheater Wiesbaden